# Кленник Низ
Кленник Низ (біл. вёска Кленник Низ) — село в складі Смолевицького району Мінської області, Білорусь. Село підпорядковане Курганській сільській раді, розташоване в центральній частині області.